# 烏格利奇區

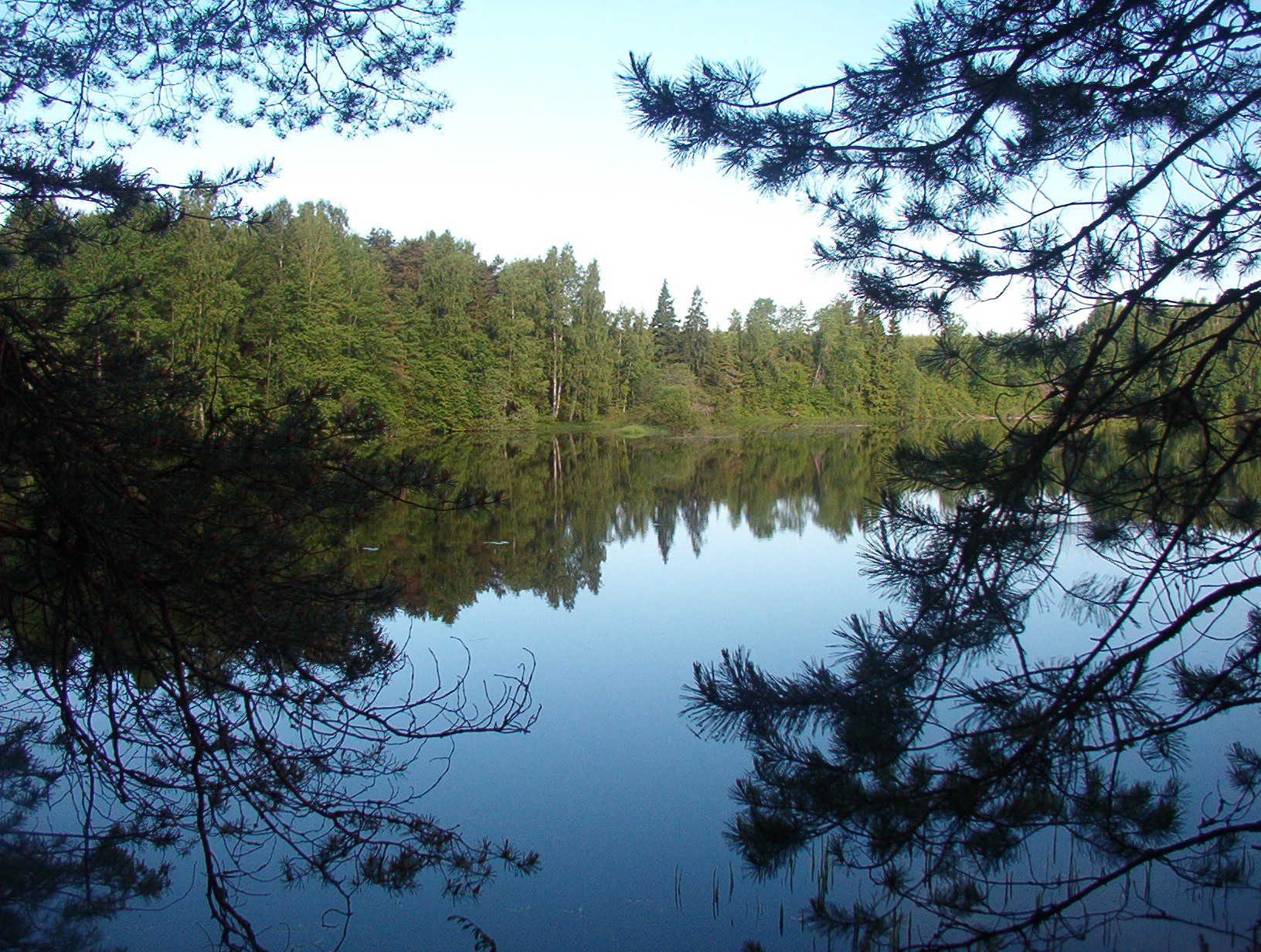

57°32′N 38°20′E / 57.533°N 38.333°E
烏格利奇區（俄语：Угличский район），是俄羅斯的一個區，位於該國西部，由雅羅斯拉夫爾州負責管轄，面積2,568平方公里，2010年人口13,255，人口密度每平方公里5.16人。